# Hans Piffrader
Hans Piffrader (* 5. August 1888 in Klausen; † 25. November 1950 in Bozen; auch Johann Piffrader) war ein expressionistischer Südtiroler Bildhauer und Grafiker.

## Lebensgeschichte

Piffraders Relief „Der Triumph des Faschismus“ von 1939/43 an der ehemaligen Casa Littoria in Bozen (heutiges Finanzamt), vor deren Historisierung im Jahr 2017

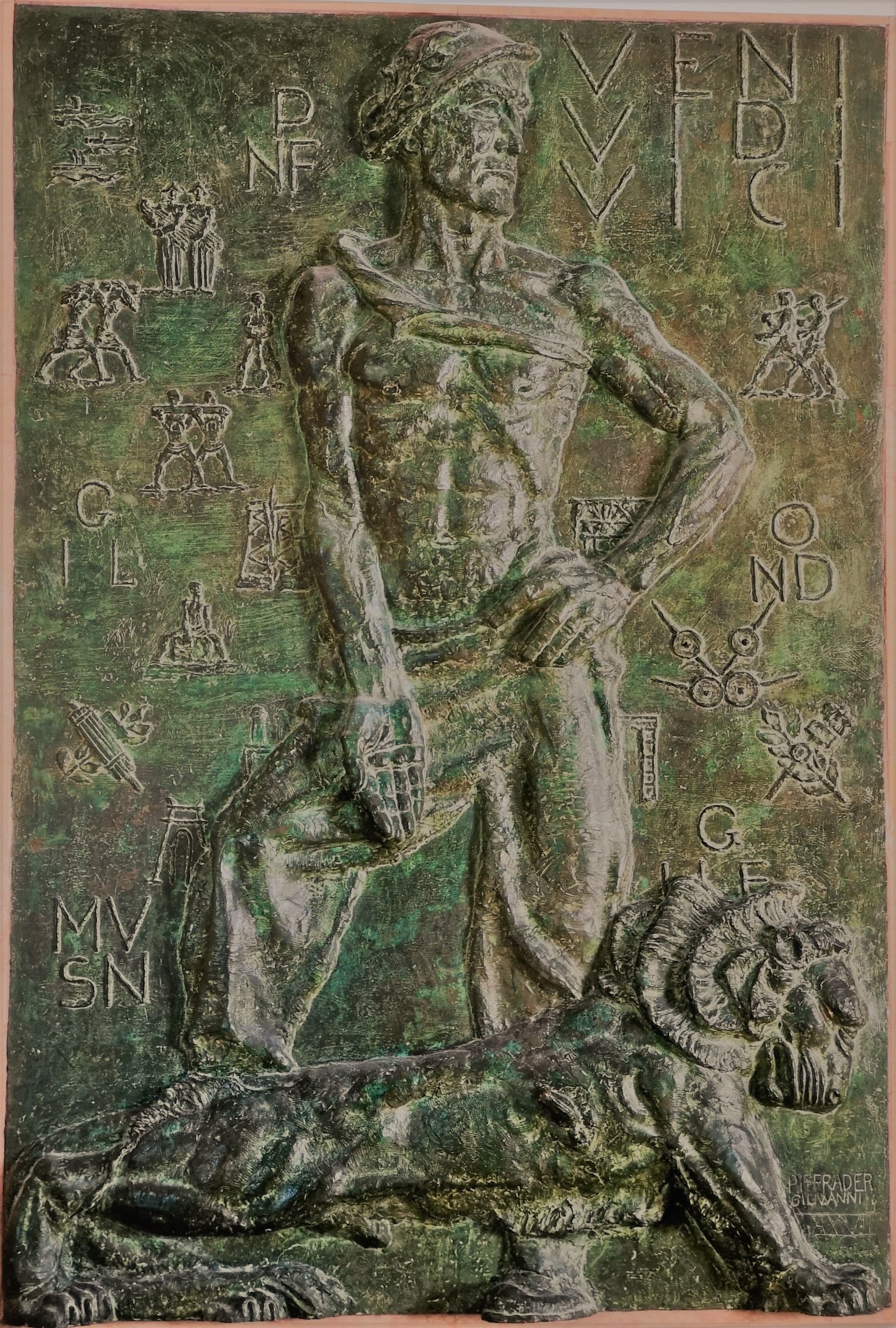
Piffraders Bronzerelief „Veni, vidi, vici“ mit einem faschistischen Krieger von 1938, umgeben von den Siglen der wichtigstren Regimeorganisationen (Oberschule ITC in Bozen)

Der Sohn eines Gastwirts besuchte die Grundschule in Klausen und dann das renommierte katholische Gymnasium der Franziskaner in Bozen. Von 1907 bis 1911 studierte er an der Staatsgewerbeschule in Innsbruck. Im Ersten Weltkrieg diente Piffrader als Oberleutnant der Tiroler Kaiserjäger. Er kämpfte im Hochgebirgskrieg der Dolomitenfront gegen die angreifenden Italiener, unter anderem am Pasubio: Die besonders grausamen Bedingungen dieses Krieges hatten erhebliche Auswirkungen auf sein späteres Werk.
Nach dem Untergang der österreich-ungarischen Donaumonarchie besuchte er bis 1924 Kurse an der Akademie der Bildenden Künste in Wien und schloss sich der Stilrichtung der Secession und des Jugendstils an. Seine Südtiroler Heimat wurde 1920 von Italien annektiert. Piffrader schloss sich nach der Machtergreifung der Faschisten unter Mussolini 1922 opportunistisch der faschistischen Künstlerschaft an und ließ sich 1931 in Bozen nieder, wo er sich in der Vintlerstraße ein Haus kaufte. 1939 entschied sich Piffrader bei der Option für Italien und nannte sich jetzt Giovanni statt „Hans“. 1940 wurde er Mitglied der faschistischen Partei.
Auf dem Höhepunkt der Macht des faschistischen Regimes beteiligte sich Piffrader 1939 an einer Ausstellung in der neu errichteten Technischen Oberschule „Cesare Battisti“ (benannt nach einem von den Österreichern 1916 hingerichteten Irredentisten) in Bozen zusammen mit anderen Künstlern aus Südtirol und dem Trentino wie Eraldo Fozzer, Ignaz Gabloner, Erwin Merlet und Albert Stolz. Er stellte ein Relief aus Bronze aus, das einen heroischen, muskulösen, römischen Feldherrn darstellt, der im Triumph auf einen gebändigten Löwen zeigt, daneben die Kürzel zahlreicher faschistischer Organisationen. Eine verkleinerte Replik dieses Reliefs wurde dem Duce (Führer) Mussolini als Geschenk überreicht. Das Relief ist bis heute in der Eingangshalle der Schule ausgestellt.
Im Jahr 1939 übernahm Piffrader aus freien Stücken den Großauftrag, für die Casa Littoria („Haus des Faschismus“) am Gerichtsplatz in Bozen ein monumentales Relief zu schaffen. Es sollte die gesamte Breite der Fassade beherrschen und den zwanzigsten Jahrestags der faschistischen Machtergreifung verherrlichen. Piffrader meisselte aus 57 Blöcken von Travertinstein ein 36 Meter breites und 5,5 Meter hohes Werk in zwei Reihen mit allegorischen Darstellungen aus der Geschichte der faschistischen Bewegung. Im Mittelpunkt des 95 t schweren und 198 m² großen Reliefs reitet ein stolzer Duce, die Hand zum faschistischen Gruß gereckt. Arbeiter, Bauern und Soldaten scharen sich um Mussolini. Der Kampfspruch der italienischen Faschisten Credere, obbedire, combattere („glauben, gehorchen, kämpfen“) sowie die Abkürzungen wichtiger faschistischer Organisationen sind neben dem Reiter eingemeisselt. Das monumentale Relief, dessen Anbringung durch die Absetzung Mussolinis im Sommer 1943 nicht gänzlich abgeschlossen werden konnte, wurde erst nach dem Zweiten Weltkrieg vervollständigt – die drei 1943 noch nicht montierten Platten wurden 1957 angebracht. Das Gebäude dient jetzt als Finanzamt und trägt an seiner Stirnseite bis heute das Relief, das allerdings 2017 durch Anbringung eines Schriftzugs von Hannah Arendt (Kein Mensch hat das Recht zu gehorchen) entschärft wurde.
Nach 1945 wurde Piffrader nicht belangt. Er gründete sogar den Südtiroler Künstlerbund und war von 1947 bis 1949 dessen Präsident und späterer Ehrenpräsident. Hans Piffrader erlag am 25. November 1950 in seinem Haus in Bozen einem Schlaganfall.
Er wurde auf dem Friedhof Oberau neben Andreas Kompatscher beigesetzt.

## Kunst und Rezeption

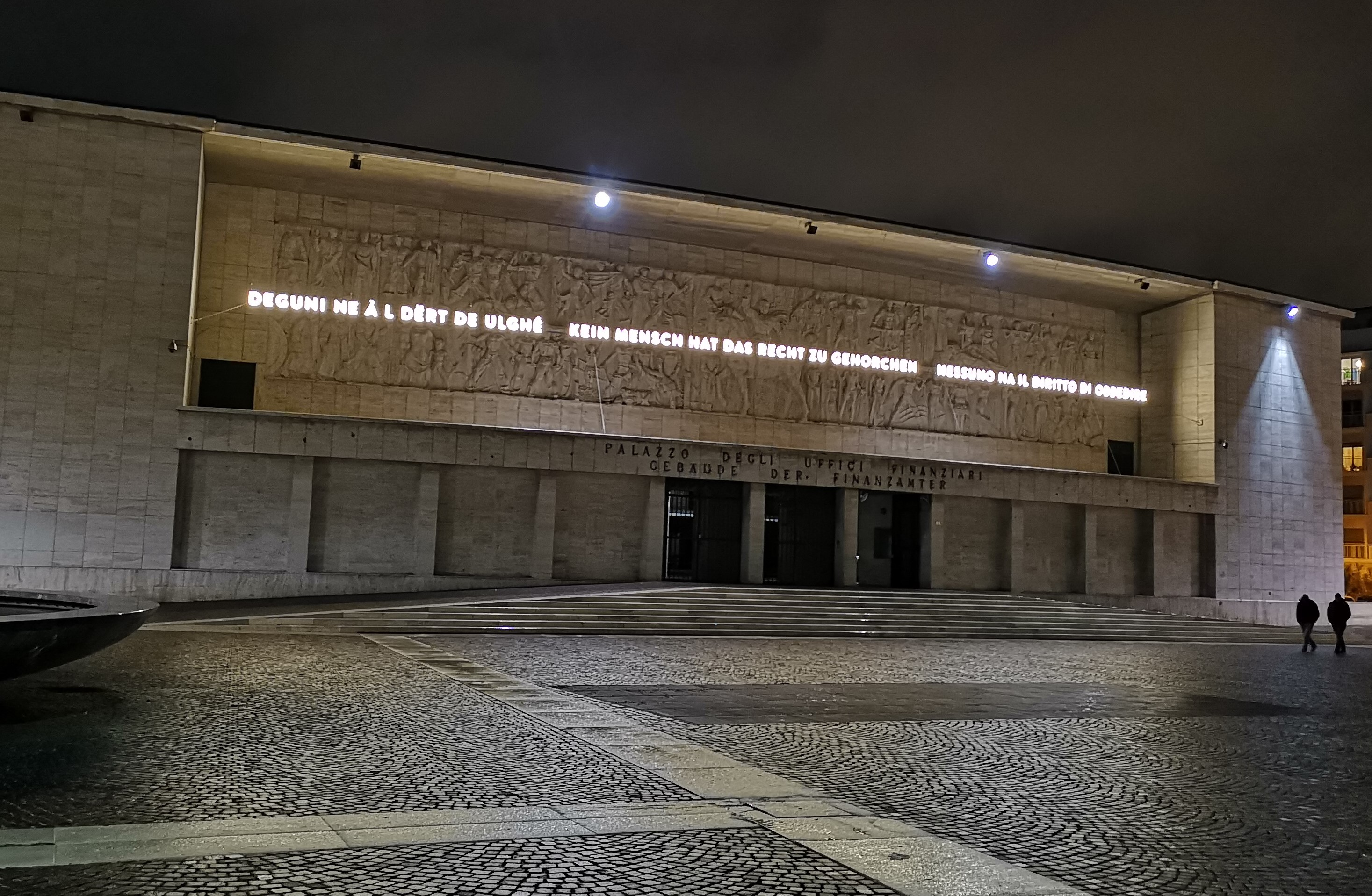
Piffraders Relief am Bozner Gerichtsplatz nach der Umgestaltung

Von wesentlichem Einfluss auf Piffraders künstlerisches Schaffen waren die traumatischen Erlebnisse des Ersten Weltkriegs. In expressiven realistischen Darstellungen klagt er den Krieg an und zeigt dramatische Visionen von Leid und Verzweiflung; Hoffnung auf Erlösung kann man nur erahnen. In seinem umfangreichen graphischen und bildhauerischen Lebenswerk verband er diese Sinnbilder menschlicher Leidensgeschichte mit dem katholischen Südtiroler Erbe in zahlreichen religiösen Motiven wie Kreuzigungen und Prozessionen in expressionistischer Bildsprache. Seine Berufung zum Bildhauer stützte sich auf die seit Jahrhunderten in Südtirol gepflegte Tradition der Holzschnitzerei.
Auch das Schicksal seiner Heimat Südtirol und sein eigener Lebensweg spiegeln sich in seinen Werken. Die heroischen, drohenden Posen in seinen Reliefs zeigen die leidvolle Spannung und den Widerspruch von künstlerischer Freiheit und eigener ideologischer Anpassung an das herrschende Regime.
Piffraders Werk wurde zunächst rein unter dem Gesichtspunkt seiner evidenten künstlerischen Qualität gewürdigt, wobei vor allem der Südtiroler Künstlerbund selbst und der dort tätige Kunsthistoriker Mathias Frei eine akritische, die politische Verstrickung ausblendende Rezeption zu steuern suchten. Diesem Narrativ wurde erst mit der Historisierung von Piffraders faschistischem Monumentalrelief am Bozner Gerichtsplatz im Jahr 2017 und einer Ausstellung des Landesmuseum Schloss Tirol von 2019 zum Thema der Kollaboration zahlreicher Südtiroler Künstler mit dem italienischen Faschismus und dem NS-Regime widersprochen.

## Werke
- Ehrenmal der Kaiserjäger am Bergisel bei Innsbruck, 1923
- Kriegerdenkmal Gelsenkirchen (Deutschland), 1926
- Fassaden-Relief an der Südtiroler Sparkasse in Bozen, 1936
- Bronze-Relief „Veni, vidi, vici“ in der Technischen Oberschule Bozen „Cesare Battisti“, 1938[8]
- Monumental-Relief an der Casa Littoria am Gerichtsplatz in Bozen, 1939–1942
- großformatige Kohlestift-Skizzen für das Mussolini-Relief, 1939–1942
- Bozzetto einer Drusus-Skulptur, 1940 (verschollen)
- Skulptur „Pietà“ aus Bronzeguss, heute im Eingangsbereich des Krankenhauses Bozen
- Kreuzabnahme Christi in Walnuss, in der Kapelle des Oberauer Friedhofs in Bozen
- Zeichnungen, jetzt im Tiroler Landesmuseum Ferdinandeum Innsbruck und im Besitz der Fam. Morlacchi